# 1 Reyes 6
1 Reyes 6 es el sexto capítulo de los Libros de los Reyes de la Biblia hebrea o Primer Libro de los Reyes del Antiguo Testamento de la Biblia cristiana El libro es una compilación de varios anales que registran los actos de los reyes de Israel y Judá por un compilador deuteronómico en el siglo VII a. C., con un suplemento añadido en el siglo VI a. C.. Este capítulo pertenece a la sección centrada en el reinado de Salomón sobre el reino unificado de Judá e Israel (1 Reyes 1 a 11). Este capítulo se centra en el reinado de Salomón, el rey de Israel.

## Texto
Este capítulo fue escrito originalmente en lengua hebrea y desde el siglo XVI se divide en 38 Versículos.

### Testigos textuales
Algunos de los primeros manuscritos que contienen el texto de este capítulo en hebreo pertenecen a la tradición del Texto Masorético, que incluye el Códice de El Cairo (895), el Códice de Alepo (siglo X) y el Códice Leningradensis (1008).
También existe una traducción al griego koiné conocida como Septuaginta, realizada en los últimos siglos a. C.. Los manuscritos antiguos existentes de la versión Septuaginta incluyen el Codex Vaticanus (B; {\displaystyle {\mathfrak {G}}}B; siglo IV) y el Codex Alexandrinus (A; {\displaystyle {\mathfrak {G}}}A; siglo V). 

### Old Testament references
- 1 Reyes 6:1–4: 2 Crónicas 3:1–2[10]
- 1 Reyes 6:14–22: 2 Crónicas 3:5–9[10]
- 1 Reyes 6:23–29: 2 Crónicas 3:10–13[10]

## Análisis
1 Reyes 6 a 1 Reyes 7 cubren la construcción del templo, con inserciones de información sobre el palacio de Salomón, la «casa del bosque del Líbano», la sala del trono, la sala del juicio y una casa para la hija del faraón (1 Reyes 7:1-12).

## Construcción de los muros del Templo (6:1-10)
La planta del templo indica un edificio largo y estrecho que no era especialmente grande (unos 30x10x15 metros), una forma que se encontraba comúnmente en la región de Israel.

### Versículo 1
En el año cuatrocientos ochenta después de que los hijos de Israel salieron de la tierra de Egipto, en el cuarto año del reinado de Salomón sobre Israel, en el mes de Ziv, que es el mes segundo, comenzó a edificar la casa del Señor».
- Referencia cruzada: 1 Reyes 6:37
- «El cuarto año del reinado de Salomón», basado en el cálculo de Thiele-McFall, este período fue de septiembre de 968 a septiembre de 967 a. C., lo que apunta al Éxodo en abril de 1446 a. C., según este Versículo.[14]
- «El mes de Ziv»: o Iyar/Ayyar, que es abril o mayo en el calendario gregoriano.[15]

## Una palabra de Dios a Salomón (6:11-13)
En esta sección se hace hincapié en que Dios no estaba atado a los confines del edificio del templo, sino que el templo simboliza la presencia permanente de Dios y, por tanto, la «seguridad eterna», supeditada a la obediencia del pueblo a los mandamientos de Dios (cf. Salmo 46 y 2 Reyes 19:32-34). Salmo 46 y 2 Reyes 19:32-34), un mensaje repetido múltiples veces por los profetas (como en Jeremías 7; 26:1-6; Miqueas 3:9-12; Marcos 11:15-19; 13:1-2).. Por lo tanto, la existencia del templo no cambia los 'términos esenciales' de la relación divino-humana.

## La decoración interior del Templo (6:14-38)

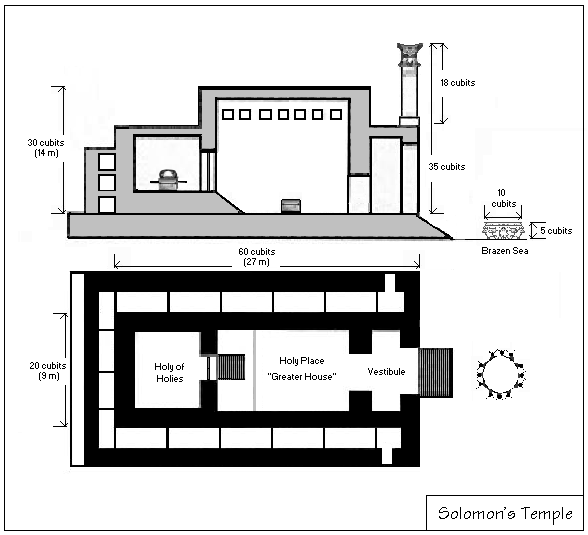
Diseño del Templo de Salomón con medidas

Todas las paredes del lugar sagrado estaban revestidas de materiales costosos. La ornamentación en paneles de madera y tallas es enfáticamente no-figural (no hay figuras humanas o divinas), sino que se limita a las plantas y los animales, una característica anicónica de la  Religión de YHWH.
En comparación con las «paredes de cortina y el suelo de polvo» del tabernáculo, gran parte del interior y el suelo del templo estaban cubiertos de oro (1 Reyes 6:20-22; 28, 30, 32).

### Versículo 37
En el cuarto año se pusieron los cimientos de la casa del Señor, en el mes de Ziv. 
- Referencia cruzada: 1 Reyes 6:1
- «El mes de Ziv»: o Iyar/Ayyar, que es abril o mayo en el calendario gregoriano.[19]

### Versículo 38
En el undécimo año, en el mes de Bul, que es el octavo mes, la casa fue terminada en todos sus detalles y según todos sus planos. Y tardó siete años en construirla. 
- «El mes de Bul»: o Jeshván, que es octubre o noviembre en el calendario gregoriano.[21] Una referencia al mes de «Bul» se encuentra en la inscripción del Sarcófago de Eshmunazar II, un rey fenicio de Sidón (reinó c. 539-525 a. C.).[22]
- «Siete años»: Ziv es el segundo mes (abril-mayo) y Bul es el octavo mes (octubre-noviembre), por lo que se tardó más exactamente «siete años y seis meses» en terminar el templo.[23]